# Fundo para a Convergência Estrutural do Mercosul
O Fundo para a Convergência Estrutural do Mercosul (FOCEM; em castelhano: Fondo para la Convergencia Estructural del Mercosur) é um arranjo financeiro internacional, que atua no escopo do Mercosul, fundado a partir da decisão CMC Nº 45/04. Em operação desde 2006, o fundo busca financiar programas para promover a convergência estrutural, desenvolver a competitividade e promover a coesão social, em particular das economias menores e regiões menos desenvolvidas, além de apoiar o funcionamento da estrutura institucional e o fortalecimento do processo de integração.
Inicialmente, o fundo contou com um aporte anual de US$ 100 milhões, distribuídos conforme as seguintes cotas por país-membro: Brasil, US$ 70 milhões; Argentina, US$ 27 milhões; Uruguai, US$ 2 milhões; Paraguai, US$ 1 milhão. Com a decisão CMC Nº 41/12, a Venezuela passou a contribuir com o fundo, aportando, anualmente, US$ 27 milhões, de forma a aumentar o capital anual do fundo para US$ 127 milhões.